# Clayton (Kansas)
Clayton é uma cidade localizada no estado americano de Kansas, no Condado de Decatur e Condado de Norton.

## Demografia
Segundo o censo americano de 2000, a sua população era de 66 habitantes.
Em 2006, foi estimada uma população de 63, um decréscimo de 3 (-4.5%).

## Geografia
De acordo com o United States Census Bureau tem uma área de
1,1 km², dos quais 1,1 km² cobertos por terra e 0,0 km² cobertos por água. Clayton localiza-se a aproximadamente 737 m acima do nível do mar.

## Localidades na vizinhança
O diagrama seguinte representa as localidades num raio de 28 km ao redor de Clayton.